# Travis Tedford
Travis William Tedford (* 19. August 1988 in Rockwall, Texas) ist ein amerikanischer Schauspieler. Bekannt wurde er in den 1990er Jahren als Kinderdarsteller durch seine Rolle des Spanky in dem Film Die kleinen Superstrolche, einer Neuverfilmung von Die kleinen Strolche. 

## Filmografie (Auswahl)
- 1994: Die kleinen Superstrolche (The Little Rascals)
- 1998: Das große Krabbeln
- 1998: Slappy and the Stinkers
- 1999: The Thirteenth Floor

## Auszeichnungen
- 1995: Young Artist Award: für "Die kleinen Superstrolche"
- 1997: Outstanding Young Performer, Television Commercial Award: für "Welches Grape juice and Jelly"
- 1999: Young Artist Award : für "Slappy and the Stinkers"